# 1916

## Події

### Наука
- Карл Шварцшильд отримав розв'язок рівнянь Ейнштейна навколо сферично-симетричного масивного тіла — метрику Шварцшильда

### Аварії й катастрофи
- 26 лютого — Французький допоміжний крейсер «Прованс» (La Provence II) затонув у Середземному морі біля берегів Греції після торпедної атаки німецької субмарини U-35. Загинуло 930 людей.
- 3 березня — Іспанський пароплав «Принсіпе-де-Астуріас» (Principe de Asturias) зазнав аварії біля Сантоса, Бразилія. Загинуло 558 людей.
- 31 травня — Загибель британського лінійного крейсера «Інвінсібл» (HMS Invincible) у Ютландськомому бою. Загинуло 1026 жертв.
- 5 червня — Британський крейсер «Гемпшир» (HMS Hampshire) підірвався на німецькій міні і затонув біля Оркнейських островів. Загинуло понад 500 людей.
- 2 серпня — Італійський лінійний корабель «Леонардо да Вінчі» (Leonardo da Vinci) затонув у Торонто після вибуху боєзапасу. Загинуло 248 людей.
- 29 серпня — Китайський пароплав «Сін-Ю» (Hsin Yu) затонув після зіткнення з круїзним судном (Hai-Yung) біля узбережжя Китаю. Загинуло 1000 людей.
- 7 жовтня — Російський лінійний корабель «Імператриця Марія» затонув в Севастополі після вибуху артилерійських льохів. Загинуло 217 людей.
- 21 листопада — Британське госпітальне судно «Британік» (HMHS Britannic), судно-двійник Титаніка, підірвалося на міні й затонуло в Егейському морі. Загинуло 30 людей.
- 22 грудня — Російський ескадрений броненосець «Пересвіт» підірвався на двох мінах і затонув у Середземному морі біля Порт-Саїда, Єгипет. Загинуло 252 людей.

## Народились
Дивись також Категорія:Народились 1916
- 1 січня — Василь Хома, учасник антинімецького підпілля, голова проводу ОУН Житомирщини
- 11 січня — Бернар Бліє, французький кіноактор
- 12 січня — Пітер Віллем Бота, південноафриканський політичний діяч
- 4 березня — Ганс Юрґен Айзенк, англійський психолог німецького походження
- 11 березня — Гарольд Вільсон, британський політичний діяч
- 29 березня — Джордж Оджерс, австралійський військовик, журналіст і військовий історик.
- 5 квітня — Грегорі Пек, американський актор
- 17 квітня — Сірімаво Бандаранайке, цейлонський політичний діяч
- 22 квітня — Ієгуді Менухін, американський скрипаль-віртуоз, диригент
- 28 квітня — Ферруччіо Ламборґіні, італійський автопромисловець
- 1 травня — Гленн Форд, актор
- 20 травня — Олексій Петрович Маресьєв, льотчик
- 4 червня — Роберт Френсіс Ферчготт, американський біохімік, лауреат Нобелівської премії з фізіології та медицини 1998 року
- 9 червня — Роберт Макнамара, міністр оборони США
- 11 липня — Олександр Михайлович Прохоров, російський фізик
- 6 серпня — Юдін Сергій Тимофійович, Герой Радянського Союзу.
- 31 серпня — Роберт Генбері Браун, англо-австралійський радіоастроном
- 17 вересня — Юмжагійн Цеденбал, глава комуністичної Монголії (1940—1984)
- 21 вересня — Зиновій Гердт, російський актор
- 23 вересня — Альдо Моро, прем'єр-міністр Італії (1963—1968, 1974—1976 рр.)
- 28 вересня — Ольга Лепешинська, радянська балерина, педагог, народна артистка СРСР
- 28 вересня — Пітер Фінч, англійський актор
- 4 жовтня — Віталій Лазарович Гінзбург, радянський і російський фізик-теоретик, лауреат Нобелівської премії з фізики (2003)
- 6 жовтня — Пабло Паласуело, іспанський скульптор.
- 19 жовтня — Жан Доссе, французький біолог, лауреат Нобелівської премії з фізіології і медицини 1980 року
- 26 жовтня — Франсуа Міттеран, французький політик, президент Франції (1981—1995)
- 27 жовтня — Казимеж Брандис, польський письменник
- 5 грудня — Вероніка Борисівна Дударова, російський диригент, народна артистка СРСР
- 9 грудня — Кірк Дуглас, американський актор

## Померли
Дивись також Категорія:Померли 1916
- 11 січня — Лесь Мартович, український письменник.
- 15 травня — Євдошвілі Іродіон Ісакійович, грузинський поет (* 1873).
- 28 травня — Іван Франко, український письменник (* 1856).
- 18 липня — Мидловський Ісидор Михайлович, актор, театральний діяч і письменник (* 1854).
- 29 серпня — Оскар Баклунд, шведський і російський астроном.
- 12 листопада — Ловелл Персіваль, американський астроном.
- 21 листопада — Франц-Йозеф, імператор Австро-Угорської Імперії (* 1830).

## Нобелівська премія
- з фізики: Премію не присуджували
- з хімії: Премію не присуджували
- з медицини та фізіології: Премію не присуджували
- з літератури: Вернер фон Гейденстам — «На знак визнання його значення як представника нової епохи у світовій літературі»
- премія миру: Премію не присуджували